# Задіанткарі
Задіанткарі (груз. ზადიანთკარი) — село в Грузії.
За даними перепису населення 2014 року в селі проживає 37 осіб.